# Tornadogênese

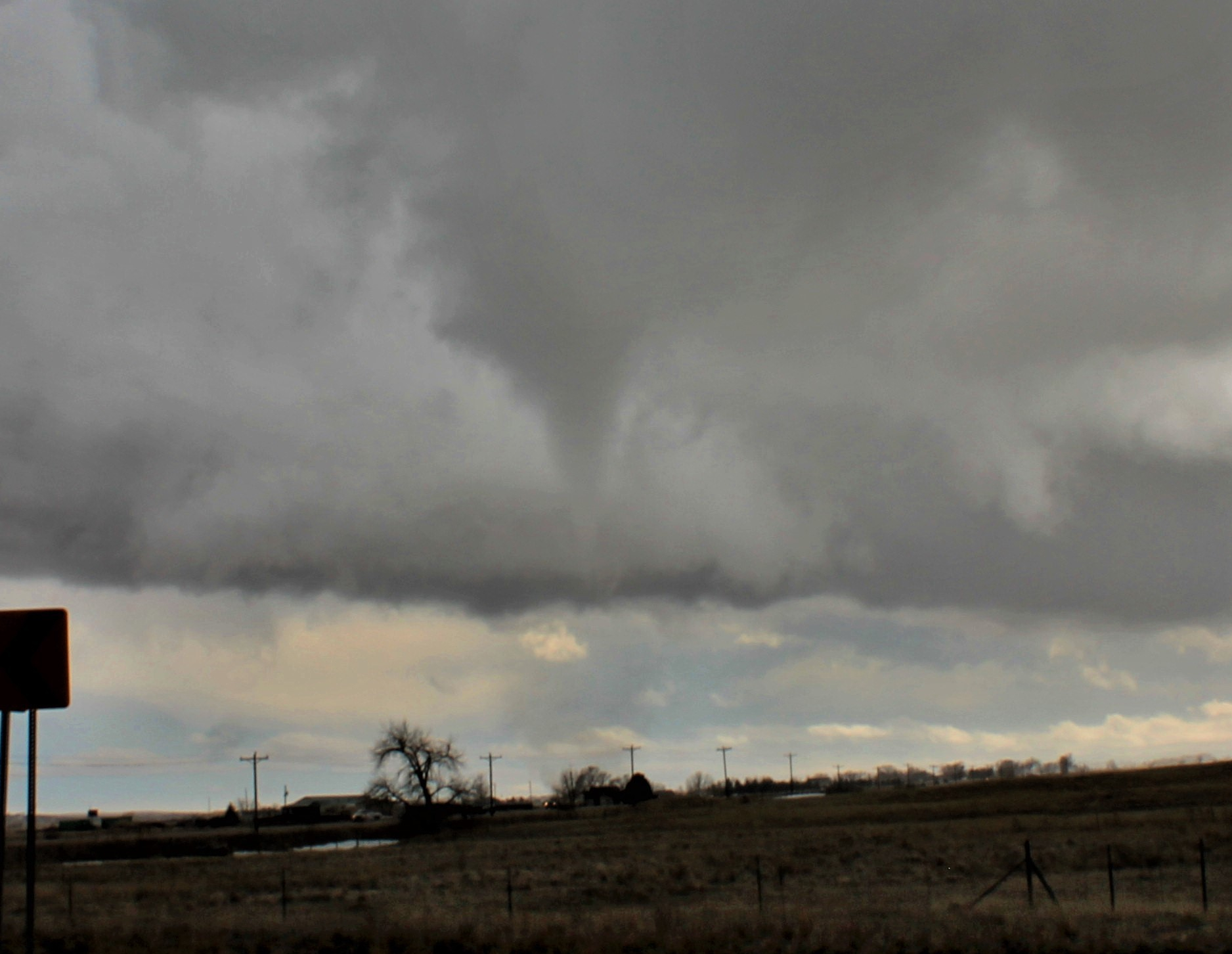
Tornadogênese ocorrendo em Falcon, Colorado. Observe o redemoinho de poeira logo abaixo do funil.

Tornadogênese, tornado gênese, gênese de tornado ou gênese tornádica é o processo pelo qual um tornado se forma. Existem muitos tipos de tornados e estes variam em métodos de formação. Apesar do estudo científico em andamento e de projetos de pesquisa de alto nível, as complexidades de muitos dos mecanismos de formação de tornados ainda são pouco compreendidos.

## A tornadogênese em diferentes tipos de tornados

### Tornado supercelular (tornado clássico)

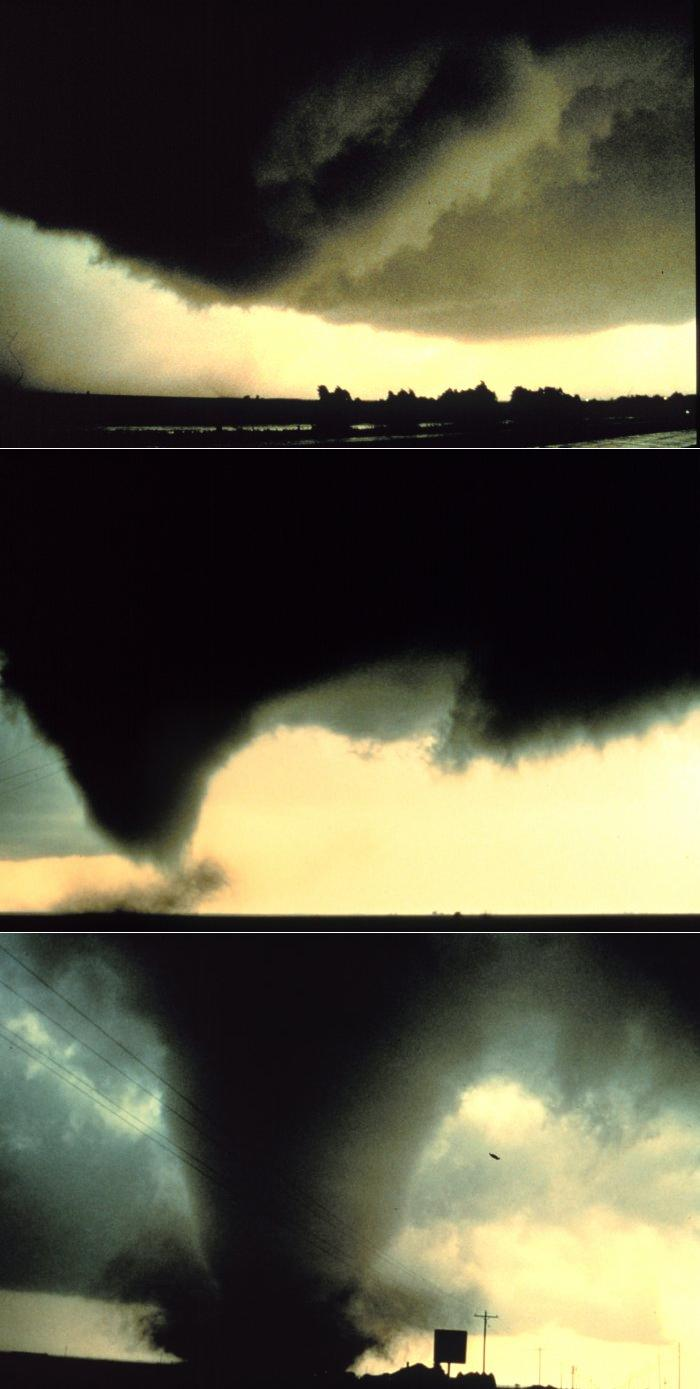
Sequência de fotografias mostrando o processo de formação de um tornado supercelular.

Tornado supercelular é um termo utilizado para designar qualquer tornado que tenha origem a partir de uma supercélula. Este é o tipo mais comum de tornados e os especialistas já têm um certo conhecimento sobre a formação dos mesmos.[carece de fontes?]
Primeiramente, a base da nuvem livre de precipitação abaixa como uma wall cloud rotativa. Logo após, essa descida resulta em uma nuvem funil.[carece de fontes?] Antes mesmo de atingir o solo, os ventos ascendentes já têm força suficiente para levantar poeiras e detritos do solo. Por fim, o funil de condensação atinge o solo e começa a causar grandes estragos.
Os tornados supercelulares se dissipam devido aos obstáculos que promovem a desaceleração do sistema ao longo do seu percurso -- daí o motivo do fenômeno ser mais intenso e durativo em terrenos mais planos e menos acidentados.

### Tromba d'água
Tromba d'água é um termo utilizado para designar tornados que se formam sob superfícies líquidas, como sob um lago, rio ou mar.[carece de fontes?] Geralmente as trombas d'água são mais fracas em comparação com os tornados supercelulares e se dissipam logo ao alcançar o solo.[carece de fontes?]
Elas podem ser divididas entre: Tromba d'água tornádica, sendo mais rara e possui as mesmas características da formação de um tornado supercelular, além de serem destrutivas; e tromba d'água não-tornádica ou de tempo ameno, que ocorrem em regiões costeiras, são mais fracas e não costumam provocar danos.
Existem cinco estágios de formação de uma tromba d'água:
1. Dark spout (mancha escura) - A superfície da água assume uma aparência mais escura onde o vórtice a alcança.[carece de fontes?]
2. Spiral pattern (padrão espiral) - Bandas claras e escuras saem em espiral da mancha escura.[carece de fontes?]
3. Spray ring (anel de pulverização) - Um “spray” chamado de cascata se forma ao redor da mancha, semelhante ao olho de um furacão.[carece de fontes?]
4. Mature vortex (vórtice maduro) - A tromba d'água está na sua fase mais intensa, visível desde a superfície da água até as nuvens. Parece ter um funil oco e pode ser cercado por vapor.[carece de fontes?]
5. Decay (decaimento) - Uma vez que o fluxo de ar quente para o vórtice enfraquece, a tromba d'água dissipa.[carece de fontes?]

### Landspout (tornado não-supercelular)
Landspout (bico-de-terra) é um termo utilizado para designar tornados que não possuem origem supercelular. Uma nuvem típica de tornado/funil sempre se forma de cima para baixo, mas o landspout sempre se forma de baixo para cima.[carece de fontes?]

Geralmente se formam quando há a presença de ventos rotacionais no interior de uma nuvem de tempestade. A sua formação também tem relação com a dos tornados supercelulares quando estão na fase "nuvem funil". Os ventos giratórios e ascendentes vindos da supercélula resultam em um landspout antes do funil de condensação tocar o solo.